# Manuel Aznar Soler
Manuel Aznar Soler (València, 1951) és un crític literari i professor valencià, catedràtic de Literatura espanyola contemporània a la Universitat Autònoma de Barcelona. Ha estudiat el teatre espanyol contemporani, des de Ramón María del Valle-Inclán fins a José Sanchis Sinisterra i Juan Mayorga, i la literatura de l'exili republicà de 1936, en particular en la literatura dramàtica.
És fundador i director del Grupo de Estudios del Exilio Literario (GEXEL) que direigeix des de 1993. Així mateix, és director de les revistes Laberintos. Anuario de estudios sobre los exilios culturales españoles i de El Correo de Euclides. Anuario científico de la Fundación Max Aub. Dirigeix la Biblioteca de l'Exili en la Editorial Renacimiento. També treballa en el grup basc Hamaika Bide, associació centrada en l'estudi dels diferents exilis bascos dels segles xix i xx.

## Obres destacades
Ha col·laborat en diverses publicacions especialitzades, entre elles, Anales de la Literatura Española Contemporánea, El Correo de Euclides. Anuario científico de la Fundación Max Aub, Estreno: cuadernos de teatro español contemporáneo, Hispanística XX, Ínsula, Primer Acto, etc. Entre els seus llibres destaquen:
- Los laberintos del exilio. Diecisiete estudios sobre la obra literaria de Max Aub (2003)[4]
- Valle-Inclán, antifascista (1992)[5]
- Guía de lectura de "Martes de carnaval". (1992)[6]
- Valle-Inclán, Rivas Cherif y la renovación teatral española (1907-1936)(1992)[7]
- República literaria y revolución. (2010)[8]
- El Partido Comunista de España y la literatura (1931-1977) (2020)[9]

Per a una bibliografia més extensiva vegeu: «Obra de Manuel Aznar Soler» a Dialnet.